# Evangelický kostel (Liberec)
Evangelický kostel v Liberci (něm. Evangelische Kirche in Reichenberg) byl luterským kostelem, postaveným v historizujícím stylu; nacházel se v Liberci-Kristiánově na náměstí Českých bratří.
Základní kámen ke kostelu byl položen 19. října 1864. Dokončený kostel byl posvěcen dne 21. října 1868. Vyhořelý a zanedbaný kostel byl roku 1976 odstřelen.
Autorem architektonického plánu byl Gustav Sachers. Novorománská trojlodní hala s polygonálním závěrem měla štíhlou osmibokou věž na západním průčelí. Uvnitř kostela se nad hlavním vstupem nacházela polygonální varhanní empora a po stranách bočních lodí byly umístěny galerie. Na svou dobu poměrně progresivní bylo konstrukční řešení, kdy se namísto klenby uplatnil plochý strop, nesený litinovými sloupy, a dvoupatrové uspořádání, ovlivněné svažitým terénem náměstí. Do spodního podlaží vedl vstup v ose presbytáře.